# Sonja Greinacher
Pour les articles homonymes, voir Greinacher.
Sonja Greinacher est une joueuse allemande de basket-ball à trois née le 1er juillet 1992 à Essen, en Rhénanie-du-Nord-Westphalie. Elle a remporté la médaille d'or du tournoi féminin aux Jeux olympiques d'été de 2024, organisés à Paris.